# Uroš Slokar
Uroš Slokar (Liubliana, 14 de mayo de 1983) es un jugador de baloncesto esloveno que pertenece a la plantilla del Pallacanestro Cantù de la liga italiana. Con 2,13 metros de estatura, juega en la posición de pívot.

## Trayectoria
Slokar jugó en su país (Geoplin Slovan, 2000-03); en Italia (Benetton Treviso: 2003-06, con un breve paso en el Snaidero Udine en 2005); en la NBA (Toronto Raptors, 2006-07); Rusia (Triumph Lyubersty, 2007-08); de nuevo en Italia (Bolonia, 2008-09), para volver a su país a jugar en el Olimpia de Liubliana (2009-10, año en el que también jugó algunos partidos en el Montepaschi Siena italiano).
También jugó en la campaña 09-10 un partido en el CB Gran Canaria.
En la temporada 2010/11 jugó 31 partidos en Assignia Manresa, con unos números de 27 minutos, 10,4 puntos y 6 rebotes por partido.
En 2011 firma con la Lottomatica Roma.
En la temporada 2012-2013 firma con el CB Gran Canaria bajo las órdenes de Pedro Martínez, el jugador no pudo cuajar una buena temporada y terminó el curso con unos pobres promedios de 4'3 puntos, 2'6 rebotes y 4'6 créditos de valoración. 
En la temporada 2013-2014 ha estado vinculado al Alba Berlín, equipo en el que tampoco ha conseguido encontrar su mejor versión, 4'4 puntos y 4 rebotes para 5'9 de valoración, tras haber disputado seis partidos de la Bundesliga alemana y otros seis en competición europea (Eurocup).
Antes de terminar el año 2013, firma con el CB Estudiantes durante dos meses para sustituir a Lucas Nogueira, tras su inesperada salida del jugador, quien solicitó la suspensión de su contrato para viajar hacia Los Ángeles y empezar a tratarse allí de las molestias que padecía en sus rodillas. Slokar llegó en la jornada 19 de Liga Endesa 2013-14, aportando centímetros y experiencia en la posición de “cinco”. En total, en 24 partidos con la camiseta de Tuenti Móvil Estudiantes, promedió 9 puntos y 4 rebotes para 9 de valoración.
En 2014 disputó la Copa del Mundo de España con la selección eslovena. Slokar, en su octava gran cita consecutiva con la selección, fue uno de los pocos “supervivientes” de la renovación generacional que afrontó el combinado balcánico, que terminó séptimo del mundo con un balance de 5-2. Slokar aportó en el Mundial 5.1 puntos y 2.4 rebotes por encuentro.
En octubre de 2014 regresó a Movistar Estudiantes, con un contrato temporal para suplir al lesionado Stefan Bircevic. El jugador se encontraba sin equipo, y se incorporó en la jornada 5 de la Liga Endesa. En enero de 2015 renovó hasta final de temporada.

## Nominaciones individuales
- Elegido "Novato del año" 2002 de la Liga Eslovena.
- Elegido en el draft del 2005 por los Toronto Raptors en la posición 58.